# 石龙郡城遗址
石龙郡城遗址，位于中国广东省茂名市化州市河东古城山上，为化州市文物保护单位，类型为古遗址，公布时间为1986年7月。
石龙郡城遗址的历史年代为南北朝。